# Дарем (Нью-Йорк)
Дарем (англ. Durham) — місто (англ. town) в США, в окрузі Грін штату Нью-Йорк. Населення — 2627 осіб (2020).

## Демографія
Згідно з переписом 2010 року, у місті мешкало 2725 осіб у 1152 домогосподарствах у складі 770 родин. Було 1807 помешкань
Расовий склад населення:
| - 97,5 % — білих - 0,6 % — чорних або афроамериканців - 0,2 % — азіатів - 0,1 % — вихідців з тихоокеанських островів |

До двох чи більше рас належало 1,2 %. Частка іспаномовних становила 2,3 % від усіх жителів.
За віковим діапазоном населення розподілялося таким чином: 19,6 % — особи молодші 18 років, 60,0 % — особи у віці 18—64 років, 20,4 % — особи у віці 65 років та старші. Медіана віку мешканця становила 47,1 року. На 100 осіб жіночої статі у місті припадало 101,9 чоловіків;  на 100 жінок у віці від 18 років та старших — 100,7 чоловіків також старших 18 років.
Середній дохід на одне домашнє господарство  становив 70 791 долар США (медіана — 52 738), а середній дохід на одну сім'ю — 82 601 долар (медіана — 63 616). Медіана доходів становила 55 682 долари для чоловіків та 36 731 долар для жінок. За межею бідності перебувало 19,4 % осіб, у тому числі 38,4 % дітей у віці до 18 років та 7,3 % осіб у віці 65 років та старших.
Цивільне працевлаштоване населення становило 1260 осіб. Основні галузі зайнятості: освіта, охорона здоров'я та соціальна допомога — 20,3 %, роздрібна торгівля — 16,6 %, мистецтво, розваги та відпочинок — 11,3 %, будівництво — 8,2 %.